# Ключ 15
Ключ 15 (трад. и упр. 冫) — ключ Канси со значением «лёд»; один из 34, состоящих из двух штрихов.

## Описание
В словаре Канси есть 115 символов (из 49 030), которые можно найти c этим радикалом.

## История

Вид в Цзиньвэнь
Вид в большой печати Чжуаньшу
Вид в малой печати Чжуаньшу

Точный смысл древней идеограммы неизвестен, но можно предположить, что древние китайцы изобразили осколки льда или вершины гор, покрытые льдом.
Самостоятельно иероглиф практически не употребляется и является слабым ключевым знаком.
Входит в такие иероглифы, как «лёд», «зима», «холодный», «замерзать».
В качестве ключевого знака иероглиф сравнительно редко используется.
В словарях находится под номером 15.

## Значение
1. Лёд.
2. Зима.
3. Холодный, замороженный.
4. Замерзать.

## Варианты прочтения
- кит. 冫, пиньинь bīng, бин.
- яп. ひょう, hyo, хё; яп. にすい, nisui, нисуй;
- кор. 얼음 eoreum, ёрымь?, 빙 bing, бин?.

## Примеры иероглифов
| Доп. штрихи | Иероглифы                                |
| ----------- | ---------------------------------------- |
| 0           | 冫                                       |
| 2           | 㓅𠖭                                     |
| 3           | 冬冭冮𠖯𠖰                               |
| 4           | 㓇冰冱冲决冴𠖱𠖳                         |
| 5           | 㓈况冶冷冸冹冺𠖾𠖿                       |
| 6           | 㓉㓊㓋㓌㓍冼冽冾冿𠗃                     |
| 7           | 㓎㓏凁凂凃𠗊𠗐𠗕𠗖                       |
| 8           | 㓐㓑㓒凄凅准凇凈凉凊凋凌凍凎𠗟𠗠𠗣𠗤凌凉 |
| 9           | 㓓减凐凑𠗫𠗰                             |
| 10          | 㓔㓕凒凓凔凕凖𠗸𠗹                       |
| 11          | 㓖凗𠘃                                   |
| 12          | 㓗凘                                     |
| 13          | 凙凚凛凜𠘑                               |
| 14          | 凝凞𠘕                                   |
| 15          | 凟𠘚𠘙                                   |
| 32          | 灪                                       |

- Примечание: Ваш браузер может отображать иероглифы неправильно.